# Centro Aquático Nacional de Pequim
O Centro Aquático Nacional de Pequim (popularmente conhecido como Cubo d'Água) é um centro aquático projetado pelo arquiteto John Pauline, que foi construído próximo ao Estádio Nacional de Pequim, no Olympic Green (parque que concentrou as principais sedes dos jogos) para os Jogos Olímpicos de Verão de 2008. A construção foi iniciada em 24 de dezembro de 2003.
Ao olhar para cima, a sensação de quem entra no Centro Aquático Nacional é de estar debaixo d'água. Revestido de três mil gigantescas bolhas de plástico translúcidos e ultra-resistente, o estileno tetrafluoretileno, o centro foi construído para sediar competições da Olimpíada de Pequim. À noite, seu sistema de iluminação capaz de emitir 16 milhões de tonalidades de cores, faz com que ele, sozinho, vire um espetáculo.
O Cubo D'Água foi reformado após a realização dos Jogos Olimpicos para virar um moderno parque aquático. A mesma foi reinaugurada em Agosto de 2010 e se tornou o maior parque aquático da Ásia.

## Olimpíadas
O Centro Aquático recebeu as competições de natação, saltos ornamentais e nado sincronizado durante os Jogos. As competições de pólo aquático, que seriam realizadas neste local, foram transferidas para o Parque Aquático Yingdong. Serviu para as competições de curling nos Jogos Olímpicos de Inverno de 2022, que também aconteceram em Pequim. Para receber o evento, as piscinas foram esvaziadas e substituídas por pisos de gelo, com o local sendo conhecido como Arena Cubo de Gelo.

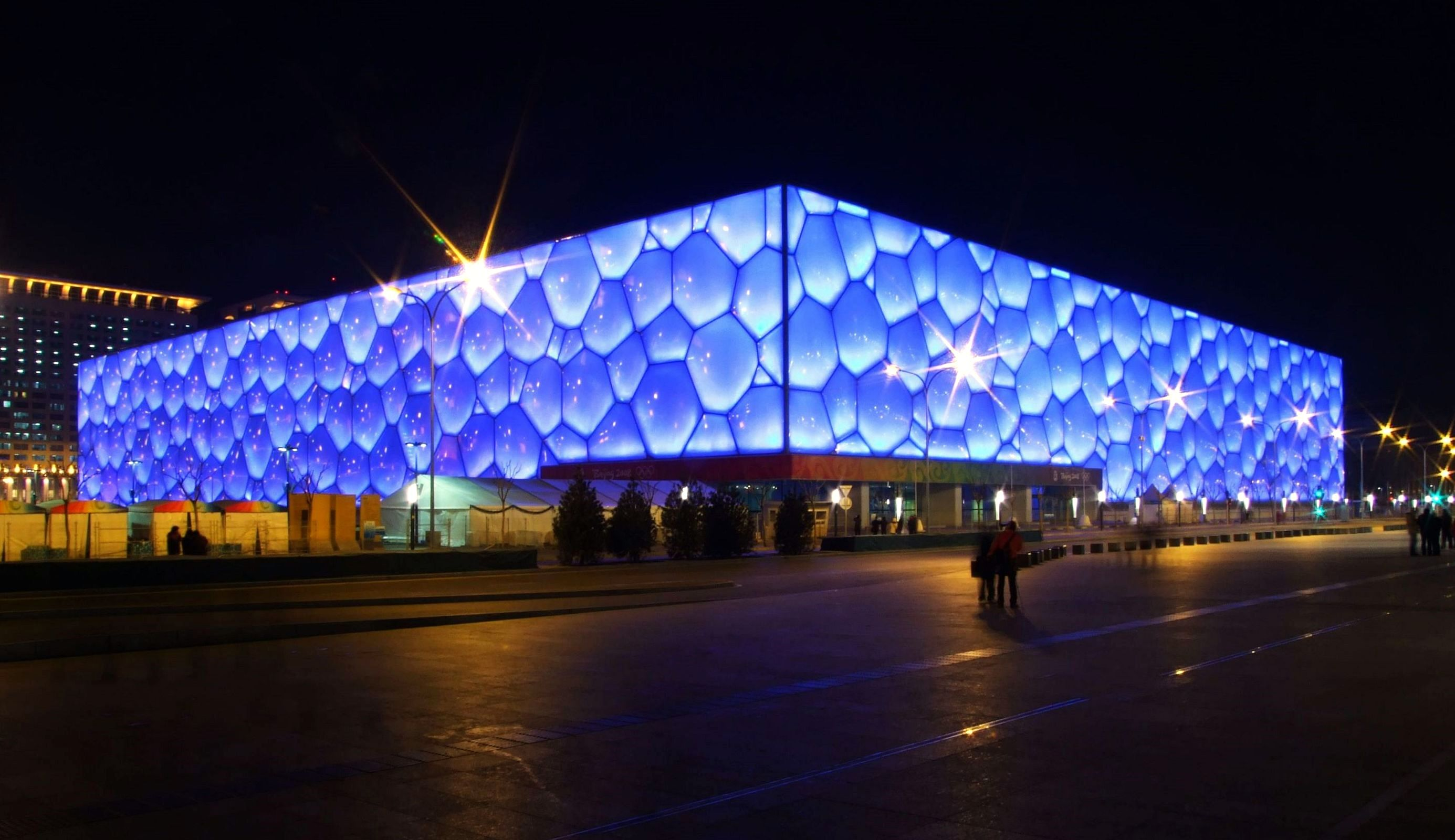
O Cubo de gelo.

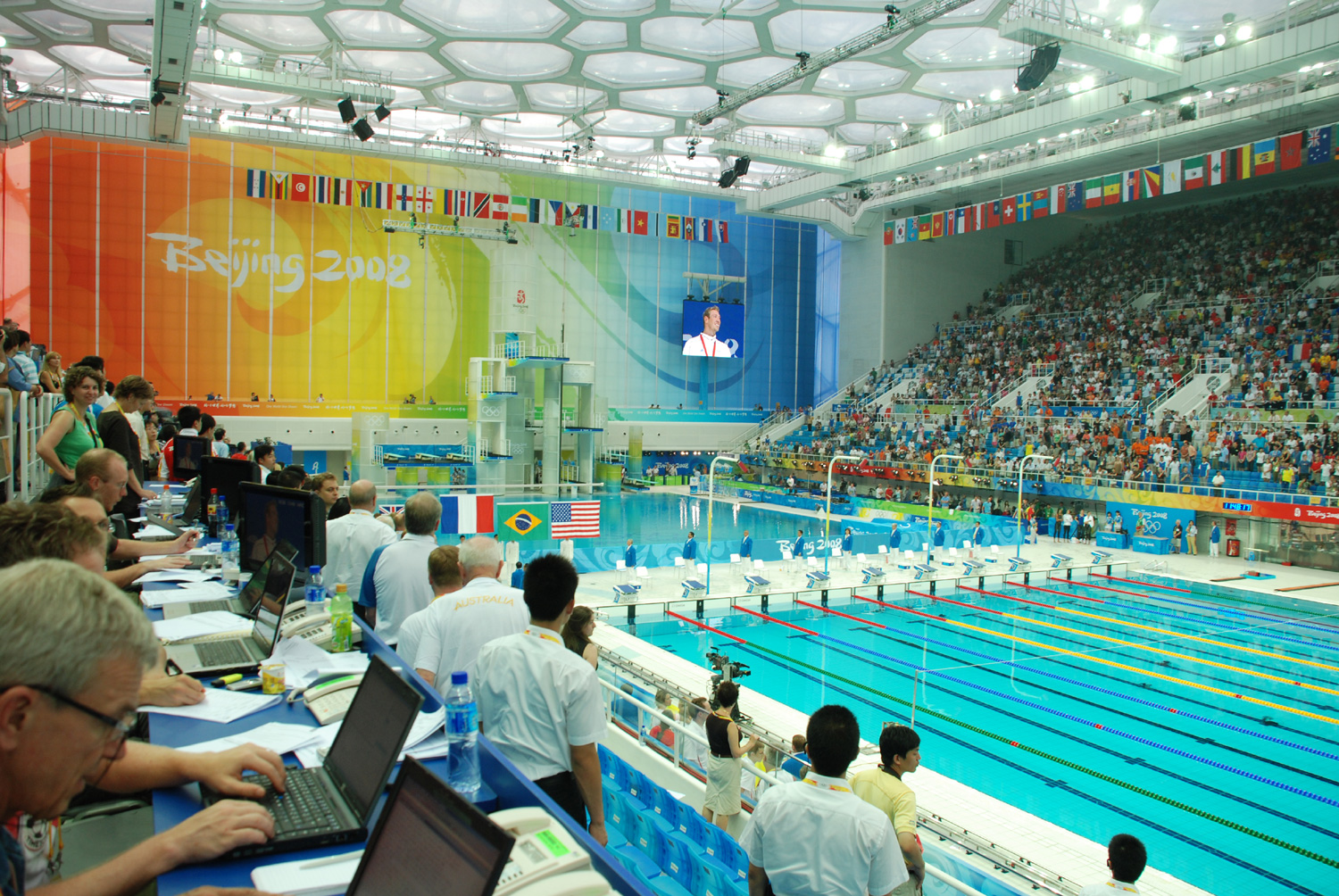
Interior do Centro Aquático Nacional de Pequim.